# Premio Vanguardia de la ciencia
Es un premio honorífico que se viene otorgando desde el año 2010, con el objetivo de fomentar la excelencia en el ámbito de la investigación realizada en España y dar visibilidad a las personas que destacan en el campo de la ciencia. Es otorgado por la Fundació Catalunya La Pedrera con la colaboración del Grupo Godó.
 La diferencia entre el número de investigadores varones en puestos de responsabilidad y posiciones de liderezgo con respecto a las mujeres (brecha de género) en la investigación fomentó la naturaleza de estos premios que intentan reconocer su trabajo, darle difusión mediática, ponerlo en valor y posicionarlas como modelos de referencia para la generaciones futuras.

Son los lectores de La Vanguardia quienes a través de una votación elegir las investigaciones finalistas junto a las de un comité científico asesor.

## Premios

### 2021 - 2017
| Año  | Premio     | Galardonado                           | Mérito                                                                 |
| 2021 | 1er Premio | ˞˞Enriqueta Felip                     | Una inmunoterapia contra el cáncer de pulmón VHIO                      |
| 2021 | 2o Premio  | Marta Cortes-Canteli                  | Cómo mejorar la prevención del Alzheimer CNIC                          |
| 2021 | 3er Premio | María Llorens-Martín                  | El cerebro tiene células madre CBMSO-CSIC-UAM)                         |
| Año  | Premio     | Galardonado                           | Mérito                                                                 |
| 2019 | 1er Premio | ˞˞Ángel Montero Carcaboso             | Un virus para tratar un cancer infantil Hospital Sant Joan de Déu      |
| 2019 | 2o Premio  | Valentín Fuster, Marta Cortés-Canteli | Una nueva estrategia contra el alzheimer CNIC                          |
| 2019 | 3er Premio | María Llorens-Martín                  | En el cerebro adulto nacen neuronas toda la vida CBMSO-CSIC-UAM)       |
| Año  | Premio     | Galardonado                           | Mérito                                                                 |
| 2018 | 1er Premio | ˞˞Aleix Prat, Manel Juan              | Un test para la inmunoterapia del cáncer Hospital Clínico de Barcelona |
| 2018 | 2o Premio  | Raúl Méndez, José J. Lucas            | Una proteína clave en el origen del autismo IRB, CBMSO                 |
| 2018 | 3er Premio | Aitor Mugarza, César Moreno           | Una membrana de grafeno con propiedades excepcionales ICN2             |
| Año  | Premio     | Galardonado                           | Mérito                                                                 |
| 2017 | 1er Premio | ˞˞José Luis Ortiz Moreno              | Un anillo alrededor del planeta enano Haumea IAA - CSIC                |
| 2017 | 2o Premio  | Hugues de Riedmatten                  | Hacia un internet cuántica híbrida ICFO                                |
| 2017 | 3er Premio | Marc Claret, Antonio Zorzano          | Las neuronas que regulan la liberación de insulina IDIBAPS, IRB        |

### 2016 - 2013
| Año  | Premio     | Galardonado                             | Mérito                                                                            |
| 2016 | 1er Premio | ˞˞Pura Muñoz Cánoves, Laura García Prat | Rejuvenecer los tejidos envejecidos UPF                                           |
| 2016 | 2o Premio  | Pere Santamaria                         | Terapia para enfermedades autoinmunes IDIBAPS                                     |
| 2016 | 3er Premio | Salvador Aznar Benitah, Gloria Pascual  | Una estrategia contra las metástasis IRB                                          |
| 2015 | 1er Premio | ˞˞Joan Seoane                           | Punción lumbar contra los tumores cerebrales VHIO                                 |
| 2015 | 2o Premio  | Clara Soria, Fernando G. Osorio         | La molécula NF-κB tiene un papel clave en el envejecimiento Universidad de Oviedo |
| 2015 | 3er Premio | Xavier Trepat, Marino Arroyo            | Cómo se producen y se reparan las roturas en los tejidos del cuerpo humano IBEC   |
| 2014 | 1er Premio | ˞˞Pura Muñoz Cánoves                    | Una nueva visión del envejecimiento UPF                                           |
| 2014 | 2o Premio  | Eduard Batlle                           | Las células del colon tienen un seguro contra el cáncer IRB                       |
| 2014 | 3er Premio | Andrés Hidalgo                          | Las plaquetas inician la inflamación CNIC                                         |
| 2013 | 1er Premio | ˞˞Manel Esteller                        | Porqué somos diferentes con genes iguales IDIBELL                                 |
| 2013 | 2o Premio  | Maria Pia Cosma, Daniela Sanges         | Regenerar la retina con células madre CRG                                         |
| 2013 | 3er Premio | Manuel Serrano Marugán, María Abad      | Las células puede viajar al pasado CNIO                                           |